# Šabina
Šabina är en ort i Tjeckien.   Den ligger i regionen Karlovy Vary, i den västra delen av landet, 130 km väster om huvudstaden Prag. Šabina ligger 411 meter över havet och antalet invånare är 271.
Terrängen runt Šabina är platt åt nordväst, men åt sydost är den kuperad. Šabina ligger nere i en dal. Runt Šabina är det ganska glesbefolkat, med 42 invånare per kvadratkilometer. Närmaste större samhälle är Cheb, 16,1 km väster om Šabina. I omgivningarna runt Šabina växer i huvudsak blandskog.